# Valget i Tanzania 2010
Valget i Tanzania 2010 blev afholdt i hele Tanzania den 31. oktober 2010. Præsident Jakaya Kikwete fra CCM stillede op til valg for sin anden periode som præsident, mens Willibrod Slaa fra Chadema var hans hovedmodstander.
Kikwete vandt præsidentvalget med 61,17 % af stemmer, efterfulgt af Slaa med 26,34 % og Lipumba med 8,06 %.

## Præsidentvalget
| Kandidat                | Parti                                                                    | Stemmer   | %     |
| ----------------------- | ------------------------------------------------------------------------ | --------- | ----- |
| Jakaya Mrisho Kikwete   | Chama cha Mapinduzi (CCM)                                                | 5.276.827 | 62,8  |
| Willibrod Peter Slaa    | Chama cha Demokrasia na Maendeleo (Chadema)                              | 2.271.942 | 27,1  |
| Ibrahim Haruna Lipumba  | Civic United Front (CUF)                                                 | 695.667   | 8,3   |
| Peter Mziray Kuga       | Progressive Party of Tanzania – Maendeleo (PPT–Maendeleo)                | 96.933    | 1,2   |
| Hashim Spunda Rugwe     | National Convention for Construction and Reform – Mageuzi (NCCR–Mageuzi) | 26.388    | 0,3   |
| Muttamwega Bhatt Mgaywa | Tanzania Labour Party                                                    | 17.482    | 0,2   |
| Yahmi Nassoro Dovutwa   | United People's Democratic Party (UPDP)                                  | 13.176    | 0,2   |
| Totalt                  | Totalt                                                                   | 8.398.415 | 100,0 |

- Kilde: Adam Carrs valgarkiv

## Valget til nationalforsamlinga
| Parti                                                     | Direktemandater | Ekstra kvindemandater | Mandater totalt |
| --------------------------------------------------------- | --------------- | --------------------- | --------------- |
| Chama cha Mapinduzi (CCM)                                 | 186             | 72                    | 258             |
| Chama cha Demokrasia na Maendeleo (Chadema)               | 23              | 21                    | 44              |
| Civic United Front (CUF)                                  | 24              | 10                    | 34              |
| Tanzania Labour Party                                     | 1               | –                     | 1               |
| National Convention for Construction and Reform – Mageuzi | 4               | –                     | 4               |
| United People's Democratic Party (UPDP)                   | 1               | –                     | 1               |
| Ukendt                                                    | 1               | 8                     | 10              |
| Totalt                                                    | 239             | 104                   | 343             |

- Kilde: Parliament of Tanzania

## Notater
1. ↑  Tanzania's Kikwete wins another five-year presidential term, People's Daily Online